# Salgótarjáni KSE
A Konecranes-Salgótarjáni KSE egy magyar kosárlabda klub, amely 2009-től 2011-ig az élvonalban játszott. Korábban a megyei osztályokban, az NB II-ben és az NB I/B-ben is megfordult, 2012-ben újra feljutott az NB I/A csoportba.

## Története

### A csapat története
Az 1940-es évek elején is volt kosárlabdacsapat Salgótarjánban. Az 1948/49-es idényben szerepelt először az élvonalban a csapat, ám ez az egyesület megszűnt. Később alakult meg a Salgótarjáni Fekete Sasok BC, amely 2003-ig működött a városban, és egészen az NB I/B-ig jutott, de Egerbe költöztették a csapatot.
A kezdetek egészen 1997-re nyúlnak vissza, mikor a csapat jelenlegi keretének néhány játékosa részt vett egy utcai kosárlabda-bajnokságon, Alvajárók néven. A csapat kategóriájának bajnokává vált. Elkezdődtek a tárgyalások egy komolyabb együttes jövőjét illetően. 1998-ban megalakult az üzemeltető, a Beszterce KK.
1999-ben megalakult a Salgótarjáni Beszterce KK. Miután a megyei bajnokságot megnyerték, a 2000/01-es szezont már az NBII-ben kezdték. A csapat tagjai teljesen amatőr játékosok, azaz a kosárlabdázás mellett mással is foglalkoznak.
A következő idényben a keret szinte teljesen kicserélődött (mindössze 3 játékos maradt), a többiek eligazoltak. Az első NB II-es szezonban a 6. helyen végzett a csapat. Ez év végén is történtek átigazolások, egyaránt érkeztek és távoztak Salgótarjánból, illetve olyanok is akadtak, akik visszatértek régi csapatukhoz.
A 2002/2003-as és a 2003/2004-es idényben a játékosok azon dolgoztak, hogy feljussanak az NB I/B-be. A várva várt siker azonban mindkétszer elmaradt, a Beszterce KK előbbiben a 2., utóbbiban a 8. helyen végzett. A 2004–2005-ös pontvadászatban 7. lett a csapat, a 2005/2006-os idényben viszont már a kiesés réme fenyegetett, csak a rájátszás mentette meg az alapszakaszt 14. helyen záró nógrádiakat. A rájátszás döntőjében a Salgótarján mindkét mérkőzést megnyerte a Tiszalök ellen, így bennmaradt az NB II-ben.
A város kosárlabdaéletének két legnagyobb szervezete, a már említett Beszterce Kosárlabda Klub és a Basketball Group 2006 nyarán elhatározta, hogy közösen próbálja a salgótarjáni kosárlabdázást az élvonalba juttatni. A sikerhez azonban elengedhetetlen tűnt, hogy Salgótarján önkormányzata is támogassa a "koalíciót". A felek megegyeztek, hogy a Beszterce Kosárlabda Klub tovább üzemelteti a városi felnőtt csapatát, biztosítja annak napi működését és tartja a kapcsolatot a versenyeztető szövetségekkel, a Basketball Group pedig külsős manager cégként segíti a szakmai célok elérését, szervezi az utánpótlást, új támogatókat keres és biztosítja, hogy olyanoktól tanulhassanak a tarjáni fiatalok, akik segítségével ők is a legjobbak közé kerülhetnek. Erre az együttműködésre figyelt fel a Wamsler SE Rt. A cég az egész egyesületet támogatta, ezért az összes salgótarjáni, NB-s osztályban érdekelt gárda (az utánpótlás csapatok is) 2007 novemberétől Wamsler SE-Salgótarján néven szerepelt.
A csapat elkezdte menetelését az NB I/B-ben. Hatalmas érdeklődés övezte az egész szezont, a város a kosárlabda lázában égett. 22 mérkőzésből 19-et nyert meg, így magabiztosan nyerte az alapszakaszt.

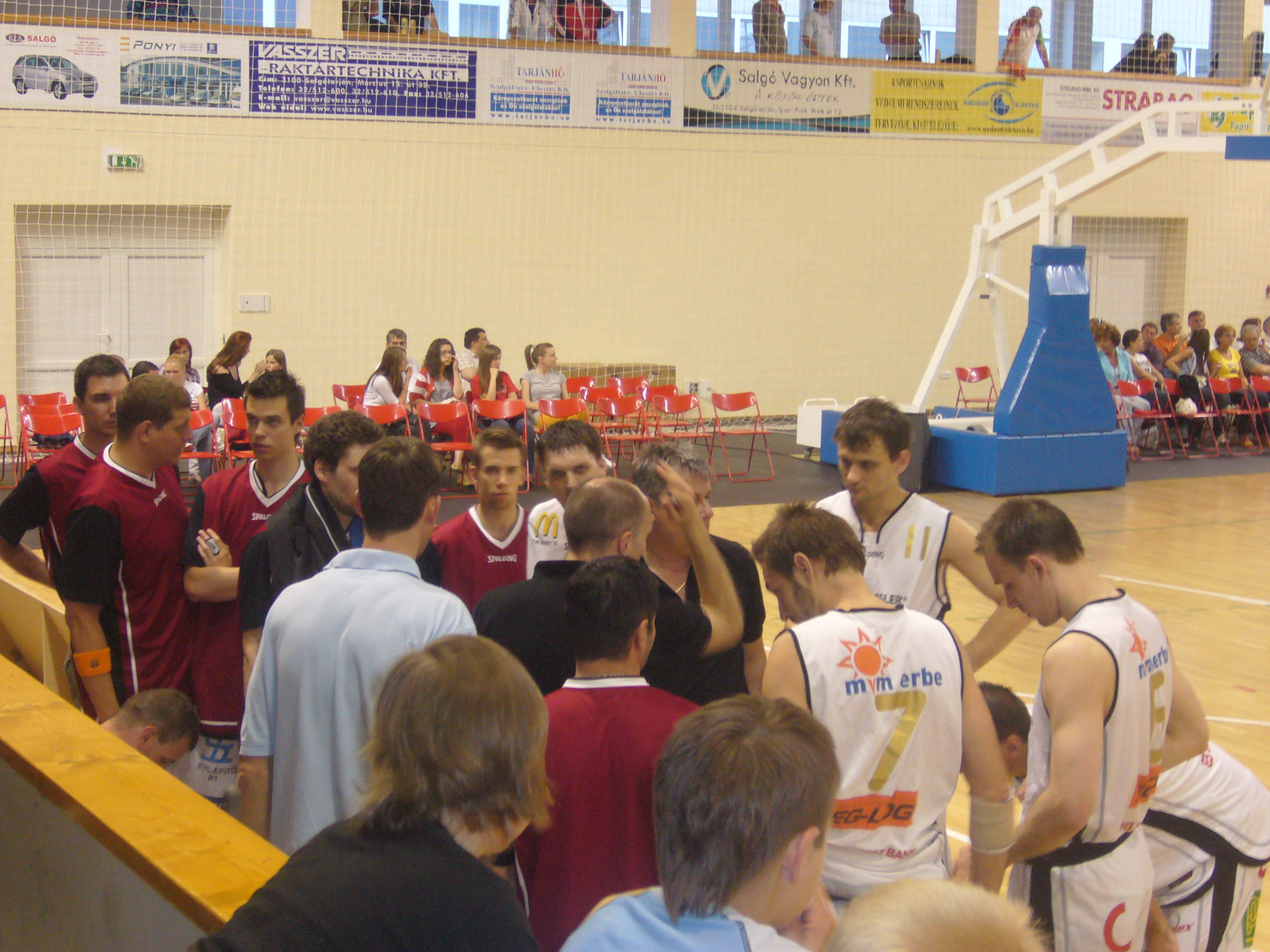
A Wamsler SE Salgótarján kosárlabdacsapata időkérés közben

A rájátszás már nem volt ennyire sikeres. Az elődöntőben még diadalmaskodott a csapat, a döntőben viszont alulmaradt a SMAFC-cal szemben, ők később lemondtak az NB I/A-s indulásról. A Magyar Kosárlabdázók Országos Szövetsége (MKOSZ) döntése alapján a Salgótarján hatvan év után újra az élvonalban indult, 3 idegenlégióssal együtt. 2009-ben a Wamsler SE kihátrált az egyesület mögül, így a csapat neve  Salgótarjáni KSE lett.
A 2009-2010-es szezonban a csapat a 13. helyen végzett, így bennmaradt, igaz, a kiesésre szintén esélyes Debreceni Egyetem KE (DEKE) idény közben visszalépett. A 2010-2011-es évben a csapat a 14. helyen végzett, és kiesett. A következő évben az SKSE egyből megnyerte a B-csoportot, ám nem vállalta az élvonalbeli tagságot, így maradtak az NB I/B csoportjában, ahol azóta is meghatározó szerepet töltenek be.

## A mérkőzések helyszíne
A csapat otthona Városi Sportcsarnok, amelyben 1999-től játszanak. A sportcsarnok átépítésekor a Madách Imre Gimnázium tornatermében játszott a csapat.
| - Városi Sportcsarnok (1999–2007) - Madách Imre Gimnázium tornaterme (2007–2008) - Városi Sportcsarnok (2008-tól) |

## Vezetőedzők
| Edzősködés ideje          | Edző neve       |
| ------------------------- | --------------- |
| 1999–2003                 | Dávid Krisztián |
| 2003–2009                 | Dániel Tamás    |
| 2009–2010                 | Walke Károly    |
| 2010–2010 (szezon vége)   | Déri Csaba      |
| 2010 (szezonkezdet)-      | Maros Kovacik   |
| 2010–2010 (szezon közepe) | Szájer József   |
| 2011–                     | Kovács Nándor   |
| 2014–2015                 | Pap Attila      |
| 2015-                     | Czigler László  |

## Játékosok
| Mezszám | Név              | Születési idő        | Magasság | Súly   | Poszt |
| 4       | Schéda Martin    | 1991. október 15.    | 198 cm   | 84 kg  | 3-4   |
| 5       | Oluic Dusan      | 1993. szeptember 18. | 196 cm   | 75 kg  | 2-3   |
| 6       | Dániel Péter     | 1995. július 15.     | 185 cm   | 75 kg  | 1-2   |
| 7       | Madár András     | 1991. február 11.    | 191 cm   | 77 kg  | 1-2   |
| 8       | Szabó Zoltán     | 1983. március 29.    | 185 cm   | 80 kg  | 1-2   |
| 9       | Gorski Jaroslav  | 1979. május 6.       | 198 cm   | 90 kg  | 3-4   |
| 10      | Dusan Vuletic    | 1990. március 25.    | 206 cm   | 82 kg  | 4-5   |
| 11      | Czuprák Ádám     | 1992. január 17.     | 191 cm   | 72 kg  | 2     |
| 12      | Tutus Nikola     | 1985 március 6.      | 205 cm   | 108 kg | 4     |
| 14      | Pap Ivan         | 1988. február 11.    | 204 cm   | 90 kg  | 4     |
| 16      | Pribic Strahinja | 1994. február 27.    | 197 cm   | 88 kg  | 3     |
| 21      | Szabó Péter      | 1989. szeptember 17. | 183 cm   | 69 kg  | 1     |

## Eredmények
| Évad      | Név                         | Bajnokság        | Helyezés |
| 1999/2000 | Salgótarjáni Beszterce KK   | Megyei bajnokság | 1.       |
| 2000–2001 | Salgótarjáni Beszterce KK   | NB II.           | 6.       |
| 2001–2002 | Salgótarjáni Beszterce KK   | NB II.           | 10.      |
| 2002–2003 | Salgótarjáni Beszterce KK   | NB II.           | 2.       |
| 2003–2004 | Salgótarjáni Beszterce KK   | NB II.           | 8.       |
| 2004–2005 | Salgótarjáni Beszterce KK   | NB II.           | 7.       |
| 2005–2006 | Salgótarjáni Beszterce KK   | NB II.           | 13.      |
| 2006–2007 | Salgótarjáni Beszterce KK   | NB II.           | 3.       |
| 2007–2008 | Wamsler SE Salgótarján      | NB II.           | 1.       |
| 2008–2009 | Wamsler SE Salgótarján      | NB I/B           | 2.       |
| 2009–2010 | Salgótarjáni KSE            | NB I/A           | 13.      |
| 2010–2011 | Konecranes-Salgótarjáni KSE | NB I/A           | 14.      |
| 2011–2012 | Konecranes-Salgótarjáni KSE | NB I/B           | 1.       |
| 2012–2013 | Konecranes-Salgótarjáni KSE | NB I/B           | 2.       |
| 2013–2014 | Konecranes-Salgótarjáni KSE | NB I/B           | 7.       |
| 2014–2015 | Konecranes-Salgótarjáni KSE | NB I/B           | 3.       |
| 2015–2016 | Konecranes-Salgótarjáni KSE | NB I/B           |          |

## Szurkolótábor

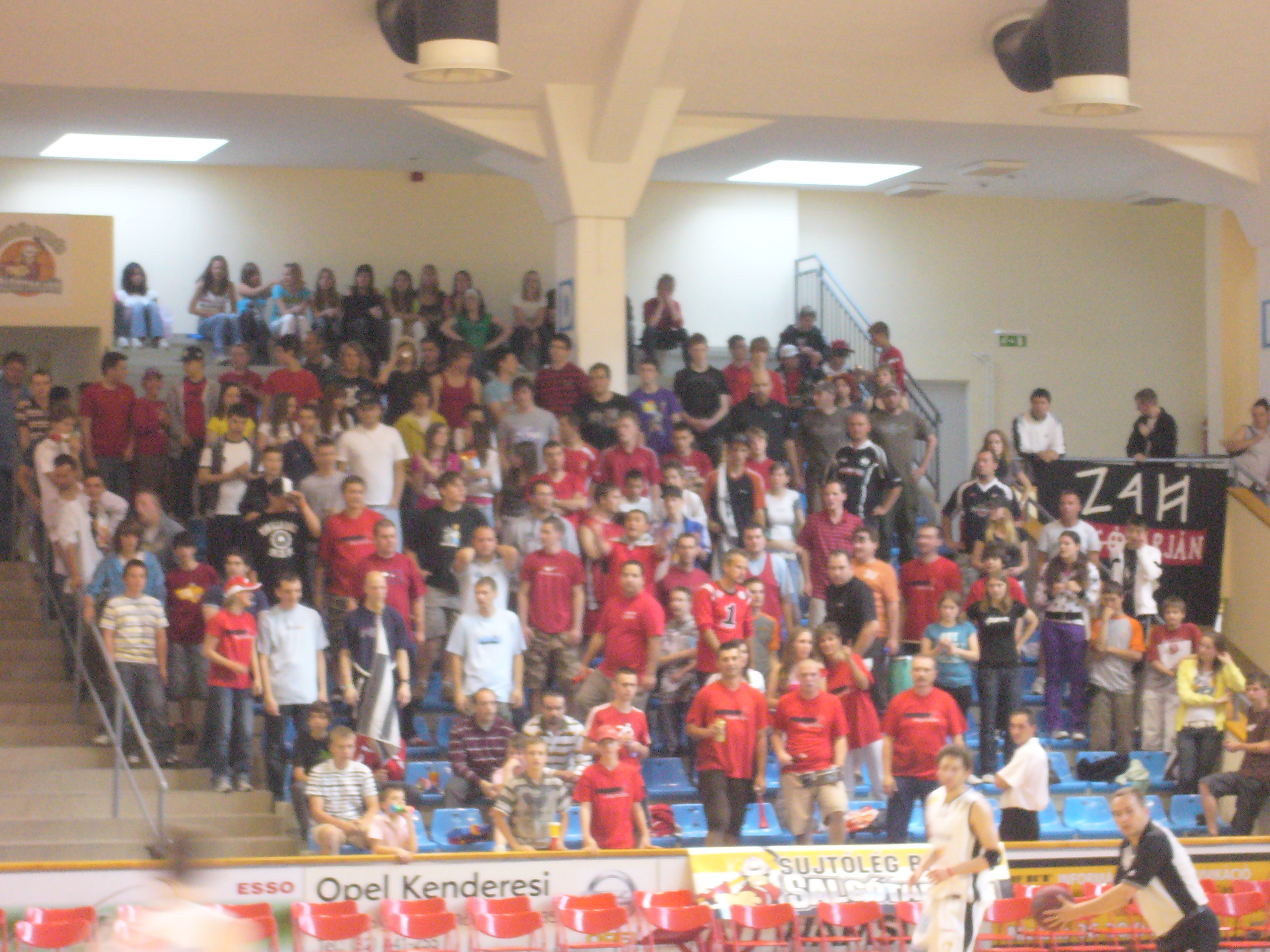
A B-közép

A 2008/09-es idény kezdetén alakult meg a csapat legfőbb szurkolótábora, ami a Sújtólég Brigád nevet viseli, Salgótarján bányász-kohász hagyományai előtt tisztelegve. Emellett a Nyomorultak szurkolói csoport is részt vesz a szurkolásban, helyesen fogalmazva a két csoport együtt szurkol.

## Külső hivatkozások
- www.besztercekk.hu
- A Salgótarjáni KSE szurkolótáborának fóruma
- BB1
- A Sújtólég Brigád honlapja